# E69 (trasa europejska)
E69 – trasa europejska pośrednia północ-południe. Droga ma 128 km długości i jest położona na północnym skraju Norwegii łącząc miejscowość Olderfjord z Przylądkiem Północnym (Nordkapp). Końcowy (północny) odcinek tej drogi zimą jest nieczynny.
Olderfjord ma połączenie drogowe przez trasę europejską E6 – na południowy zachód i potem na południe przez Alta, Trondheim, Oslo do Szwecji i dalej przez Göteborg do Malmö i Trelleborga, natomiast z Oldefjord na południowy wschód i potem na północny wschód i wschód - przez Karasjok do Kirkenes.
Płaskowyż, na którym znajduje się Przylądek Północny jest wielką atrakcją i odwiedzany jest corocznie przez tysiące turystów z całego świata, toteż północny odcinek trasy E69, na wyspie Magerøya połączony jest z odcinkiem południowym, na kontynencie europejskim, podmorskim tunelem drogowym (wybudowanym kosztem 466 milionów koron norweskich w latach 1993–1999) długości 6870 m, schodzącym stromo (po kontynentalnej stronie do 9%, a po przeciwnej - 10%) w dół aż do 212 m p.p.m. Wewnątrz tunelu nawet latem mogą pojawić się mgły i oblodzenia, a wjazd do tunelu bywa zamykany specjalną bramą, zapobiegającą nadmiernemu wychłodzeniu jego wnętrza w szczególnie zimne dni. Zamknięcie tej bramy – norw. Kuldeport, tzn. „zimne wrota” albo „blokada zimna” – sygnalizowane jest czerwonym światłem na sygnalizatorze przed wjazdem. Północny odcinek, za tunelem, jest płatny dla pojazdów motorowych (statystyki pokazują, że punkt poboru opłat przekracza rocznie ćwierć miliona osób i sto tysięcy pojazdów). Po wybudowaniu tunelu droga do Nordkapp omija o parę kilometrów miejscowość Honningsvåg, ośrodek administracyjny gminy (kommune) Nordkapp (wcześniej dopływało się tu z kontynentu wyłącznie promem z położonej po przeciwnej stronie fiordu miejscowości Kåfjord). Na całej trasie znajduje się w sumie pięć tuneli i jeden wiadukt: za Honningsvåg, jeszcze na Magerøya, w kierunku południowym względnie płaski 4440-metrowy Honningsvågtunnelen, krótki 190-metrowy Sarnestunnelen, następnie 520-metrowy wiadukt Veidnesbrua nad zatoką Kåfjorden oraz wspomniany podmorski Nordkapptunnelen; wszystkie te obiekty zarządzne są przez firmę Nordkapp Bompengeselskap AS. Dalsze dwa tunele, znajdujące się na kontynentalnym odcinku trasy, to Sortviktunnelen (496 m) oraz Skarvbergtunnelen (2980 m).
Droga E69 kończy się na parkingu na płaskowyżu Nordkapp. Parking ten jest najdalej na północ położonym parkingiem świata, mającym bezpośrednie połączenie drogowe z siecią kontynentalną. W pobliżu końcowego odcinka drogi znajduje się najdalej na północ położona wieś i port rybacki Europy – Skarsvåg, w której jest najdalej na północ położony kemping na świecie i w którym oferowany jest – poza wspomnianym Longyearbyen – najdalej na północ wysunięty dostęp do Internetu. E69 jest w związku z tym także najbardziej na północ wysuniętym odcinkiem drogi mającym połączenie z pozostałymi drogami kontynentalnymi (drogi Grenlandii i Svalbardu takiego połączenia nie mają).